# Pierre-Joseph Bonnaterre
Abate Pierre Joseph Bonnaterre (1752 – 20 de septiembre de 1804) fue un naturalista francés quien contribuyó a las secciones de los cetáceos, mamíferos, aves, reptiles, anfibios, e insectos a la Tableau encyclopédique et méthodique. También fue notable como el primer científico en estudiar al niño salvaje Víctor de Aveyron.
Bonnaterre se acreditó identificando cerca de 25 nuevas especies de peces, y montó en su obra enciclopédica cerca de 400 ilustraciones.
Fue primer científico en estudiar a Victor, el niño salvaje de Aveyron, cuya vida inspiró a François Truffaut, en su película El pequeño salvaje.

## Algunas publicaciones
- Tableau encyclopédique et méthodique des trois règnes de la nature, dix-huitième partie, insectes. Agasse, Paris 1797
- Recueil de médecine vétérinaire ou Collection de mémoires d'instructions et de recettes sur les maladies des animaux domestiques.
- Tableau encyclopédique et méthodique des trois règnes de la nature..., cétologie, ophiologie, erpétologie. Padoue 1795
- Tableau encyclopédique et méthodique des trois règnes de la nature, Ophiologie. Panckoucke, Paris 1790
- Tableau encyclopédique et méthodique des trois règnes de la nature, ornithologie. Panckoucke, Paris 1790/91
- Tableau encyclopédique et méthodique des trois règnes de la nature... Cétologie. Panckoucke, Paris 1789
- Tableau encyclopédique et méthodique des trois règnes de la nature..., Erpétologie. Panckoucke, Paris 1789/90
- Tableau encyclopédique et méthodique des trois règnes de la nature..., Ichthyologie. Panckoucke, Paris 1788

## Abreviatura (zoología)
La abreviatura Bonnaterre  se emplea para indicar a Pierre-Joseph Bonnaterre como autoridad en la descripción y taxonomía en zoología.